# Bruno Zanchi
Bruno Zanchi (Bérgamo, 10 de noviembre de 1973) es un deportista italiano que compitió en ciclismo de montaña en la disciplina de descenso. Ganó dos medallas en el Campeonato Europeo de Ciclismo de Montaña, plata en 1993 y oro en 1999.

## Medallero internacional
| Campeonato Europeo | Campeonato Europeo | Campeonato Europeo | Campeonato Europeo |
| Año                | Lugar              | Medalla            | Competición        |
| ------------------ | ------------------ | ------------------ | ------------------ |
| 1993               | Klosters (Suiza)   | Medalla de plata   | Descenso           |
| 1999               | La Molina (España) | Medalla de oro     | Descenso           |